# Will it play in Peoria?
Will it play in Peoria? (Cela se jouera-t-il à Peoria ?) est une figure de style en anglais américain qui est traditionnellement utilisée pour demander si un produit, une personne, un thème promotionnel ou un événement donné plaira aux États-Unis traditionnels ou à un large éventail de groupes démographiques et psychographiques. Le nom vient de la ville de Peoria dans l'Illinois.

## Origine
La question découle d'un thème répété par les personnages du roman Five Hundred Dollars, or Jacob Marlowe's Secret d'Horatio Alger Jr. qui a été publié pour la première fois en 1890. Alger était un auteur à succès au XIXe siècle, en particulier auprès des jeunes, et ses livres étaient largement cités. Dans le livre, un groupe d'acteurs joue à Peoria, ville du centre de l'Illinois, avec des déclarations telles que We shall play in Peoria et We will play at Peoria. Appropriées comme symboliques de la réception par l'Amérique mainstream, ces déclarations furent évoquées en paraphrase, aboutissant finalement à la question, Est-ce que ça jouera à Peoria ? avec l'intention particulière qu'elle porte maintenant[réf. nécessaire].

## Peoria comme métaphore

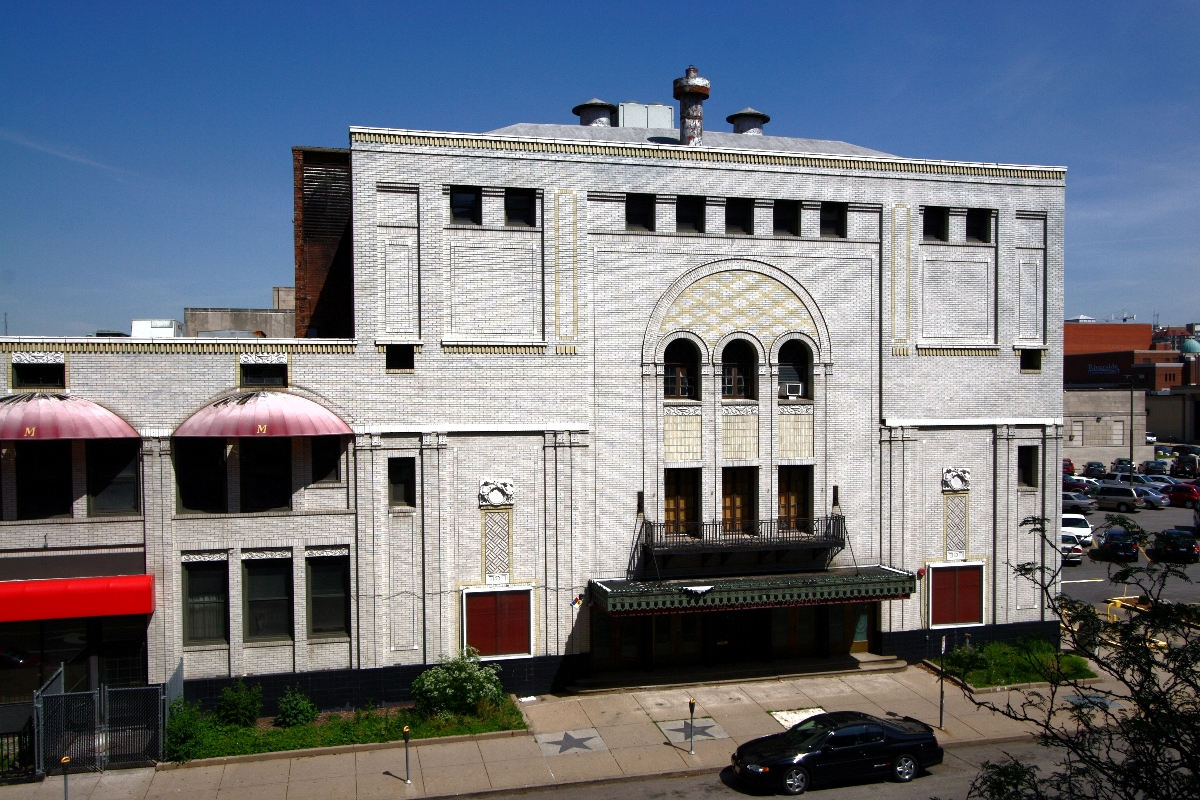
Le Madison Theatre de Peoria, qui a accueilli à la fois du vaudeville et des films au début du XXe siècle

Peoria développa une réputation inhabituelle au fil des décennies, de sorte qu'une sorte de folklore se développa autour de son nom. Le célèbre slogan sur "jouer à Peoria" a ses origines dans le vaudeville ou le burlesque. Don Marine, professeur de théâtre à l'Illinois Central College (East Peoria), fit le commentaire suivant :
Si l'on devait choisir la ville des États-Unis la plus victime de blagues et d'anecdotes par des personnalités théâtrales, Peoria, dans l'Illinois, serait un choix populaire, sinon probable. Deux des plaisanteries les plus populaires sont : « Dis, j'ai entendu dire que tu t'es marié. Comment est-ce arrivé ? Je jouais un billet à double entrée à Peoria - et il a plu ! » et « Avez-vous déjà joué à Peoria? Peoria ? Oh, oui, j'y ai passé quatre ans une nuit ! » L'attrait généralisé de cette calomnie verbale par les bandes dessinées, les acteurs et autres interprètes suggère Peoria comme un exemple parfait de l'étape de tournée théâtrale ennuyeuse, banale et provinciale. Mais la popularité du « put down » suggère aussi que la ville possède un patrimoine théâtral d'une longévité considérable.
Marine jugeait Peoria comme les Péoriens de la fin du XXe siècle semblaient habituellement se juger eux-mêmes, c'est-à-dire ennuyeuse, banale et provinciale. Historiquement, cependant, le whisky, le jeu et la prostitution ont donné à la ville la réputation d'être une ville « grande ouverte ». Ce n'est que depuis les années 1950 que le couvercle a été mis sur Peoria; mais la réputation, et donc les quolibets sur la ville, existent eux depuis le vaudeville.

Un commentaire de 1945 dans American Notes and Queries offre un point de vue différent :
Peoria (Ill.) a été un vieux stand-by avec des comédiens pendant des années, mais pas seulement à cause du son "O". Ni à cause des quatre sons vocaliques qui lui donnent une belle résonance bruyante. Mais en grande partie, je suppose, parce que c'est une ville de whisky et une ville fluviale et pas particulièrement célèbre pour ce qu'on appelle la tradition distinguée.
L'expression est née à l'époque du vaudeville et a été popularisée dans les films par Groucho Marx. La croyance était que si un nouveau spectacle réussissait à Peoria, une étape principale du Midwest pour les pièces de vaudeville, il réussirait n'importe où.

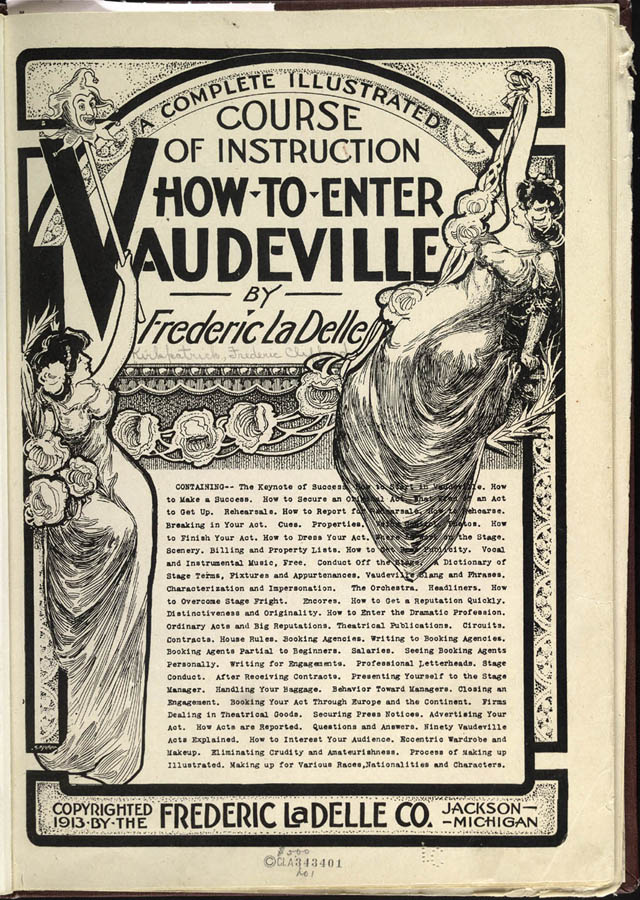
Ancien livret : Comment entrer dans le vaudeville

Jack Mabley, écrivant dans le Chicago Tribune,  conclut que « s'il joue à Peoria, il a bon goût », mais une signification plus appropriée est, selon James C. Ballowe, ancien doyen de l'école doctorale de l'université Bradley de Peoria, que « Peoria est un public difficile. » En d'autres termes, « ça a bombardé à Peoria » ou « c'était génial à Peoria » avait une signification reconnaissable de la côte Est à la côte Ouest.
L'expression a ensuite été adoptée par les politiciens, les sondeurs et les promoteurs pour remettre en question l'acceptation potentielle par le grand public de quoi que ce soit de nouveau. Actuellement, le stéréotype des personnes sans humour existe depuis de nombreuses décennies.
Bien que le vaudeville ne se jouait plus à Peoria depuis de nombreuses années, le slogan fut  relancé en 1969 lorsque John Ehrlichman dit à un journaliste: « Ne vous inquiétez pas, ça va jouer à Peoria » en référence à une décision du président Richard Nixon qui semblait calculée pour contrarier les Américains de la côte Est. Peoria profita de la publicité gratuite avec une campagne publicitaire réussie pour attirer de nouvelles entreprises dans la ville.

## Peoria comme marché test
Aux États-Unis, Peoria a longtemps été considérée comme une ville américaine typique, en raison de sa démographie représentative et de sa culture du Midwest, généralement perçue comme mainstream. En conséquence, elle a toujours été l'un des principaux marchés tests du pays . Dans les années 80 et 90, des humoristes comme Sam Kinison (en) et des musiciens tels que Bob Dylan, Robert Plant, Metallica et Phil Collins se sont tous perfectionnés et ont débuté des tournées de concerts à Peoria. Pendant les campagnes présidentielles américaines, les principaux réseaux de télévision se rendaient à Peoria pour évaluer la réponse des Américains ordinaires sur les questions nationales et les candidats politiques.
Cependant, les changements démographiques ont rendu la ville moins représentative de l'Amérique dans son ensemble, et donc moins attractive en tant que marché test.